# Madonna Gualino
La Madonna Gualino es una pintura atribuida al artista medieval tardío italiano Duccio di Buoninsegna. Está albergado en la Galería Sabauda de Turin, norte de Italia.

## Historia
La procedencia del tablero es desconocida. En 1910 se vendió en el mercado anticuario de Florencia, cubierto por un repintado del siglo XVI, el cual fue quitado en 1920. En 1925 fue adquirido por el empresario y coleccionista turinés, Riccardo Gualino quien, en 1930, lo cedió a la Galería Sabauda. Entre 1933 y 1959 estuvo en Londres, de donde regresó después al museo de Turín.
El trabajo no está firmado, y ha sido atribuido, entre  otros, a Cimabue. Ahora es unánimemente asignado a Duccio, perteneciendo a su carrera temprana, cuando estaba influido por Cimabue.